# Bahnstrecke Beroun–Rudná u Prahy
| Kursbuchstrecke (SŽ): | 173                  |                                                    |                                                    |
| Streckenlänge: | 15,556 km            |                                                    |                                                    |
| Spurweite: | 1435 mm (Normalspur) |                                                    |                                                    |
| Streckenklasse: | C3                   |                                                    |                                                    |
| Streckengeschwindigkeit: | 60 km/h              |                                                    |                                                    |
| |                      |                                                    |                                                    |
| \| \| \| von Beroun (vorm. Rakonitz-Protiviner Bahn) \| \| \| \| 1,627 \| Beroun-Závodí \| 230 m \| \| \| \| nach Rakovník (vorm. Rakonitz-Protiviner Bahn) \| \| \| \| 5,57 \| Vráž u Berouna \| 320 m \| \| \| \| vlečka vápenka \| \| \| \| 8,852 \| Loděnice \| 260 m \| \| \| 13,312 \| Nučice zastávka \| 360 m \| \| \| \| vlečka doly Mořina (ehem. Kladensko-nučická dráha) \| \| \| \| \| nach vlečkové nádr. Hořelice \| \| \| \| 14,866 \| Nučice \| 370 m \| \| \| \| odb. Růžová \| \| \| \| \| Verbindungsbogen nach odb. km 16,4 \| \| \| \| \| von Most (vorm. PDE) \| \| \| \| 17,183 \| Rudná u Prahy früher Dušníky \| 390 m \| \| \| \| nach Praha-Smíchov (vorm. PDE) \| \| |                      |                                                    |                                                    |
| Strecke |                      | von Beroun (vorm. Rakonitz-Protiviner Bahn)        | von Beroun (vorm. Rakonitz-Protiviner Bahn)        |
| Bahnhof | 1,627                | Beroun-Závodí                                      | 230 m                                              |
| Abzweig geradeaus und nach links |                      | nach Rakovník (vorm. Rakonitz-Protiviner Bahn)     | nach Rakovník (vorm. Rakonitz-Protiviner Bahn)     |
| Bahnhof | 5,57                 | Vráž u Berouna                                     | 320 m                                              |
| Abzweig geradeaus und ehemals von rechts |                      | vlečka vápenka                                     | vlečka vápenka                                     |
| Bahnhof | 8,852                | Loděnice                                           | 260 m                                              |
| Haltepunkt / Haltestelle | 13,312               | Nučice zastávka                                    | 360 m                                              |
| Kreuzung geradeaus oben |                      | vlečka doly Mořina (ehem. Kladensko-nučická dráha) | vlečka doly Mořina (ehem. Kladensko-nučická dráha) |
| Abzweig geradeaus und von links |                      | nach vlečkové nádr. Hořelice                       | nach vlečkové nádr. Hořelice                       |
| Bahnhof | 14,866               | Nučice                                             | 370 m                                              |
| Blockstelle |                      | odb. Růžová                                        | odb. Růžová                                        |
| Abzweig geradeaus und nach links |                      | Verbindungsbogen nach odb. km 16,4                 | Verbindungsbogen nach odb. km 16,4                 |
| Abzweig geradeaus und von links |                      | von Most (vorm. PDE)                               | von Most (vorm. PDE)                               |
| Bahnhof | 17,183               | Rudná u Prahy früher Dušníky                       | 390 m                                              |
| Strecke |                      | nach Praha-Smíchov (vorm. PDE)                     | nach Praha-Smíchov (vorm. PDE)                     |

Die Bahnstrecke Beroun–Rudná u Prahy ist eine Nebenbahn („regionální dráha“) und frühere Hauptbahn („celostátní dráha“) in Tschechien. Sie beginnt in Beroun und führt nach Rudná u Prahy. Sie ist eine der wenigen Eisenbahnen der einstigen k.u k.-Monarchie, die durch den Staat geplant und erbaut wurden.

## Geschichte
Projekte für eine Eisenbahn zwischen der Station Dušníky (heute: Rudná u Prahy) der Prag-Duxer Eisenbahn und der Station Beraun der Böhmischen Westbahn bestanden schon seit dem Ende der 1870er Jahre. Neben der örtlichen Landwirtschaft benötigte insbesondere die Prager Eisenindustrie-Gesellschaft in Kladno diese Strecke für den Versand ihrer Produkte und für den Bezug von Eisenerz aus den Schächten bei Chrustenice. Fehlende finanzielle Mittel auf Seiten der Prag-Duxer Eisenbahn verhinderten letztlich eine schnelle Realisierung. Zeitweise bestand deshalb auch ein Projekt, die schon bestehende und in Nučice endende Montanbahn von Kladno (Kladensko-nučická dráha) zu einer öffentlichen Linie umzubauen und bis an die Strecke der Böhmischen Westbahn zu verlängern.
Am 19. Juni 1895 stellte der österreichische Staat per Gesetz umfangreiche Vergünstigungen für den Bau und Betrieb der Strecke in Aussicht, wie sie bislang nur für den Bau von Lokalbahnen gewährt wurden. Für eine Konzessionsdauer von 76 Jahren garantierte der Staat eine jährliche Verzinsung des Anlagekapitals von 4 Prozent jährlich. Trotzdem kam es nicht zur Gründung einer privaten Eisenbahngesellschaft, sodass der Staat den Bau der Strecke letztlich selbst übernahm. 
Die k.k. Staatsbahnen (kkStB) eröffneten die Strecke als Hauptbahn zweiter Klasse am 18. Dezember 1897.

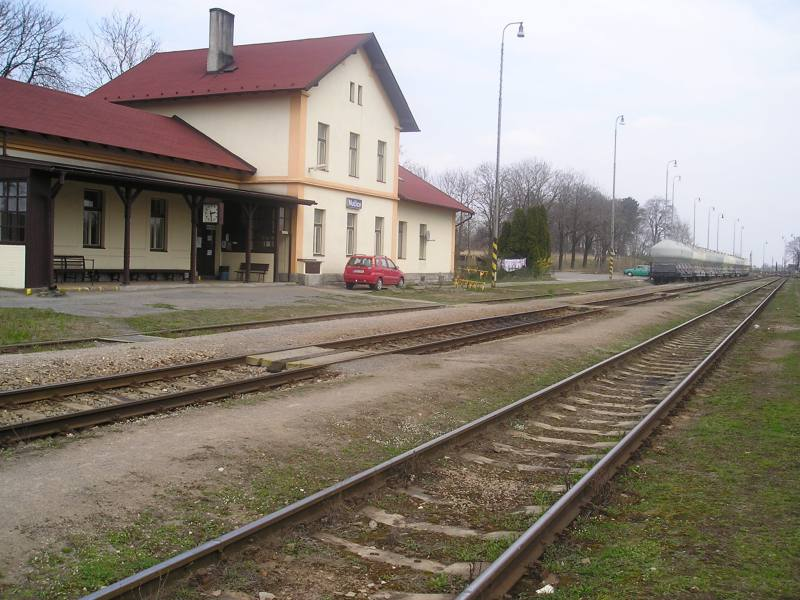
Bahnhof Nučice (2003)

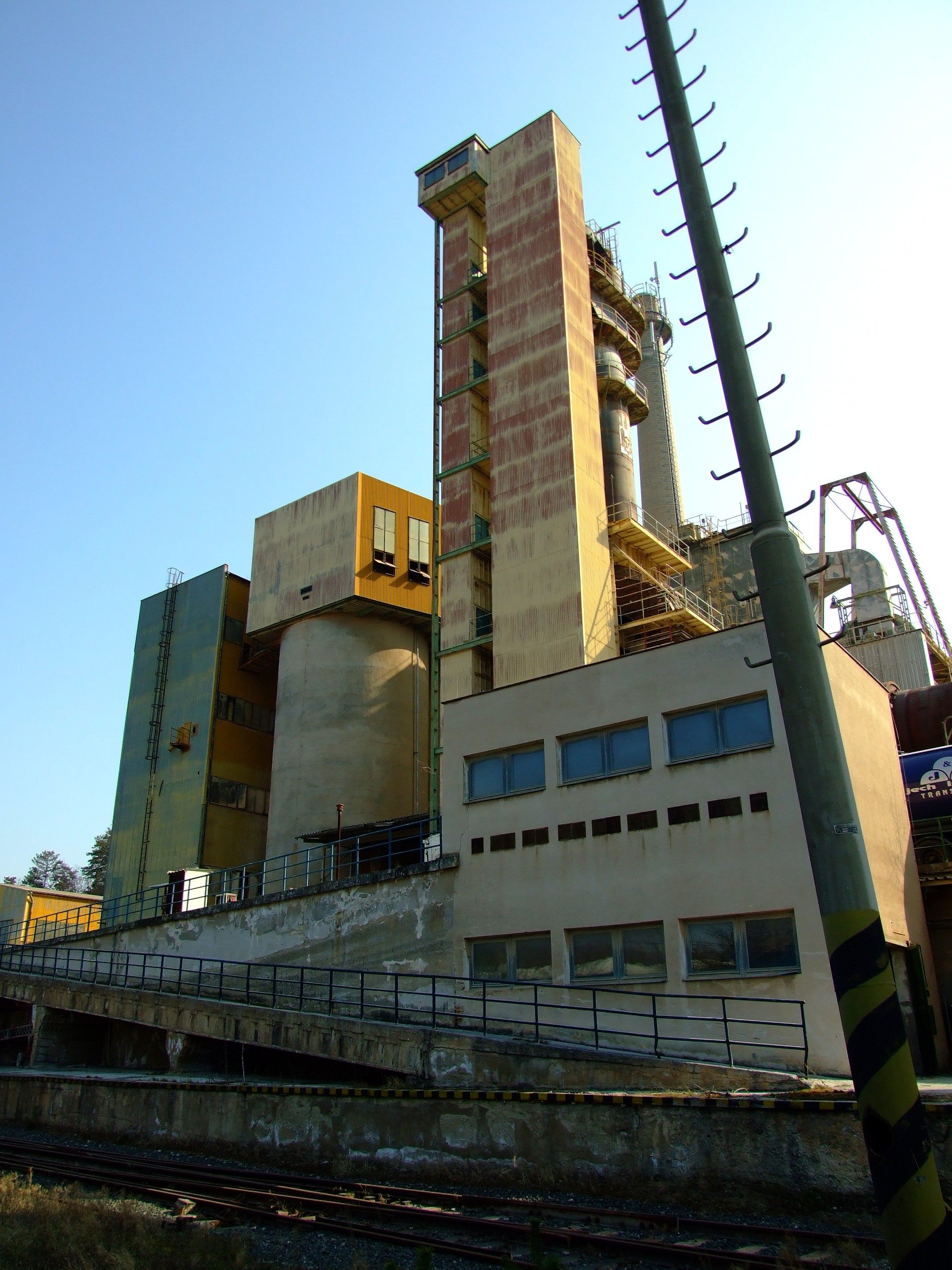
Das Kalkwerk der Heidelberger Zement in Loděnice besitzt eine eigene Anschlussbahn

Nach dem Ersten Weltkrieg ging die Strecke an die neugegründeten Tschechoslowakischen Staatsbahnen (ČSD) über. Deren erster Fahrplan von 1919 verzeichnete nur zwei durchgehende Reisezugpaare zwischen Dušníky und Beroun. Die kürzeste Fahrzeit über die 23 Kilometer lange Strecke betrug damals 41 Minuten.
Der Bahnhof Loděnice war 1966 Drehort des Filmes Liebe nach Fahrplan von Jiří Menzel.
Am 1. Januar 1993 kam die Strecke im Zuge der Auflösung der Tschechoslowakei zur neu gegründeten tschechischen Staatsbahnorganisation České dráhy (ČD). Der Fahrplan 1995 verzeichnete insgesamt zehn durchgehende Reisezugpaare zwischen Prag und Beroun. Weitere Züge verkehrten werktags auf Teilstrecken.
Im Jahr 2010 wird nur noch werktags ein regelmäßiger Personenverkehr angeboten. Zwischen Prag und Nučice besteht von 5 bis 20 Uhr ein Stundentakt, wobei einzelne Züge während des Berufsverkehrs von und nach Beroun durchgebunden werden. An den Wochenenden verkehren nur einzelne Züge, die vornehmlich dem Ausflugsverkehr dienen.
Der Güterverkehr wird heute vor allem für das Kalkwerk doly Mořina erbracht. Er wird von ČD Cargo mit Ganzzügen abgewickelt.